# 구 탕롱 벽돌 가마
구 탕롱 벽돌 가마(中都唐榮磚窯廠), 이전 명칭 대만연와회사 다거우 공장(台灣煉瓦會社打狗工場)는 대만 가오슝시 싼민구 아이허에 있던 건물로 2003년 4월 16일에 가오슝시 기념물로, 2005년 3월 11일에 대만의 국정고적으로 지정된 건물이다. 또한 본사 건물 동북쪽에 있던 탕롱가마는 2004년 2월 25일 중화민국 역사건축으로 지정되었다.

## 역사

### 대만일치시기
일본 제국이 대만을 통치하던 1899년, 일본의 사메시마 모리는 15,000엔의 자본금으로 산데슈에 "사메시마 기와공장"을 건설했다. 이 공장은 가오슝에 지어진 최초의 벽돌가마공장으로 전통적인 방식의 '무짜이 가마'를 3기 가지고 있었다. 기와공장은 아이강에서 나오는 점토로 벽돌을 생산했으며 벽돌을 굽는데 필요한 목재는 서우산에서 얻어왔다. 벽돌공장에는 많은 인력이 필요했기 때문에 펑후 제도와 현재의 타이난시 베이먼구 지역에서 많은 이민자들이 몰려와 공장 주변 지역이 번성했다.
1913년경에 우시로쿠 신타로는 타이베이에 대만연화 주식회사를 세우고 대만 전역의 벽돌 가마 공장을 통합하기 시작해 사메시마 공장도 대만연화 소속 다거우 공장으로 편입되었다. 7년 후인 1920년에는 다거우라는 도시 이름이 '가오슝'으로 바뀌면서 공장 이름도 가오슝 공장으로 바뀌었다. 이후 수요가 크게 늘어나 호프먼식 가마라고 불리는 근대식 벽돌 가마 공장이 세워지고 1호 가마를 시작으로 총 6개 가마가 건설되었다. 1935년 무렵에는 가오슝에서 가장 큰 벽돌공장이 되었으며 대만 남부에서 건설되는 주요 건물의 벽돌은 전부 이 공장에서 공급되었다.

### 전후 시기
제2차 세계 대전이 끝난 후 벽돌 공장 부지는 대만성 정부건설국(구 산업광업국)이 인수하여 섬유, 유리, 벽돌 산업 등 총 12개 단위 산업으로 분리되었고 1947년에는 분할되었던 산업단위가 종압적인 공광업공사로 통합되면서 공장 이름도 "공광공사 가오슝 가마"(工礦公司高雄磚廠)로 이름이 바뀌었다. 1957년 탕엥철공창이 벽돌 가마 공장을 매입하여 '탕엥철 가오슝 벽돌 가마 공장'을 설립했으나 3년 후 탕엥철공창에 자금 위기가 발생했고 중화민국 경제부는 위기 여파에 대처하기 위해 1962년 탕엥철공창을 국유화했다. 1965년부터는 탕엥철공창이 빠르게 발전하는 가오슝 지역의 철강산업을 위해 일치 시기에 남겨진 구 가마를 통해 내화재를 자체적으로 개발, 생산했다. 하지만 원가 상승과 치열한 경쟁으로 탕엥철공창은 제1, 제2, 제6가마를 해체했고 외국 기술자를 초청해 3개의 저류식 가마(Down-draft kiln)를 건설했다. 신 가마 건설 이후 생산된 내화재는 탕엥철공창 자체 외에도 대만설탕공사와 같은 타 기업에 판매되어 많은 수입을 올렸다. 이후 공장은 1969년 "탕룽 내화재 공장"으로 이름이 바뀌었고, 4년 후에는 탕엥철공창의 효율화 작업으로 스테인리스 공장과 합병되었지만 여전히 내화재를 생산했다.
하지만 벽돌 수요 감소, 환경 문제 인식 증가, 임금 상승 등의 요인으로 벽돌 가마 공장은 1985년 생산을 중단했고, 사무실은 영업을 계속했으나 2002년 8월 모두 철수했다. 2007년에는 탕룽 벽돌 가마 공장이 영화 《천장인》의 촬영지로 쓰이기도 했다.

## 건물 구성
탕룽 벽돌 가마 공장은 여러 건물로 구성되었으며 시대별로 달랐다. 일치 시기에는 공장 부지에 총 6개의 호프먼식 가마가 있었다. 또한 싼콰이춰역에서 연장되어 당시 탕엥철공창 가마로 이어지는 산업철도 노선과 싼콰이춰역에서 가오슝 중부대교까지 연장되어 이어진 산업용 특수철도 노선인 벽돌회사선(煉瓦會社線)이 있었다.:91 또한 그 아래쪽으로도 벽돌을 만드는 원료를 운반하는 소달구지용 소노선이 있었다.:20 벽돌 가마 북쪽에는 벽돌 틀을 생산하는 벽돌제조기계실이, 공장 동쪽에는 사무실과 소장 기숙사가 있었고 선로 남쪽에는 직원 기숙사가 있었다.:25
일치시기가 끝나고 중화민국 시기로 넘어온 직후에는 전쟁 피해로 인해 벽돌 가마 중 2호, 3호, 6호만 생산이 가능했다가 나머지 가마는 전후 차레로 복구되었다.:27 이후 1호, 2호, 6호 가마가 해체되어 저류식 가마로 변경되었으며 터널형 가마도 추가되었다. 현재는 3호 호프먼식 가마, 저류식 가마, 터널형 가마가 남아 있으며, 일치 시기 지어진 사무실도 남아 있다.
일치 시기 건설된 붉은 벽돌제 사무실 건물은 2층으로 남쪽을 바라보고 있으며, 모양은 정육면체에 입구에 바로 현관이 있고 그 위에 바로 발코니가 있다. 전면에 4개, 동쪽과 서쪽에 각각 6개의 창문이 나 있었고 뒤쪽인 북쪽에는 창문이 없다.:47

## 갤러리

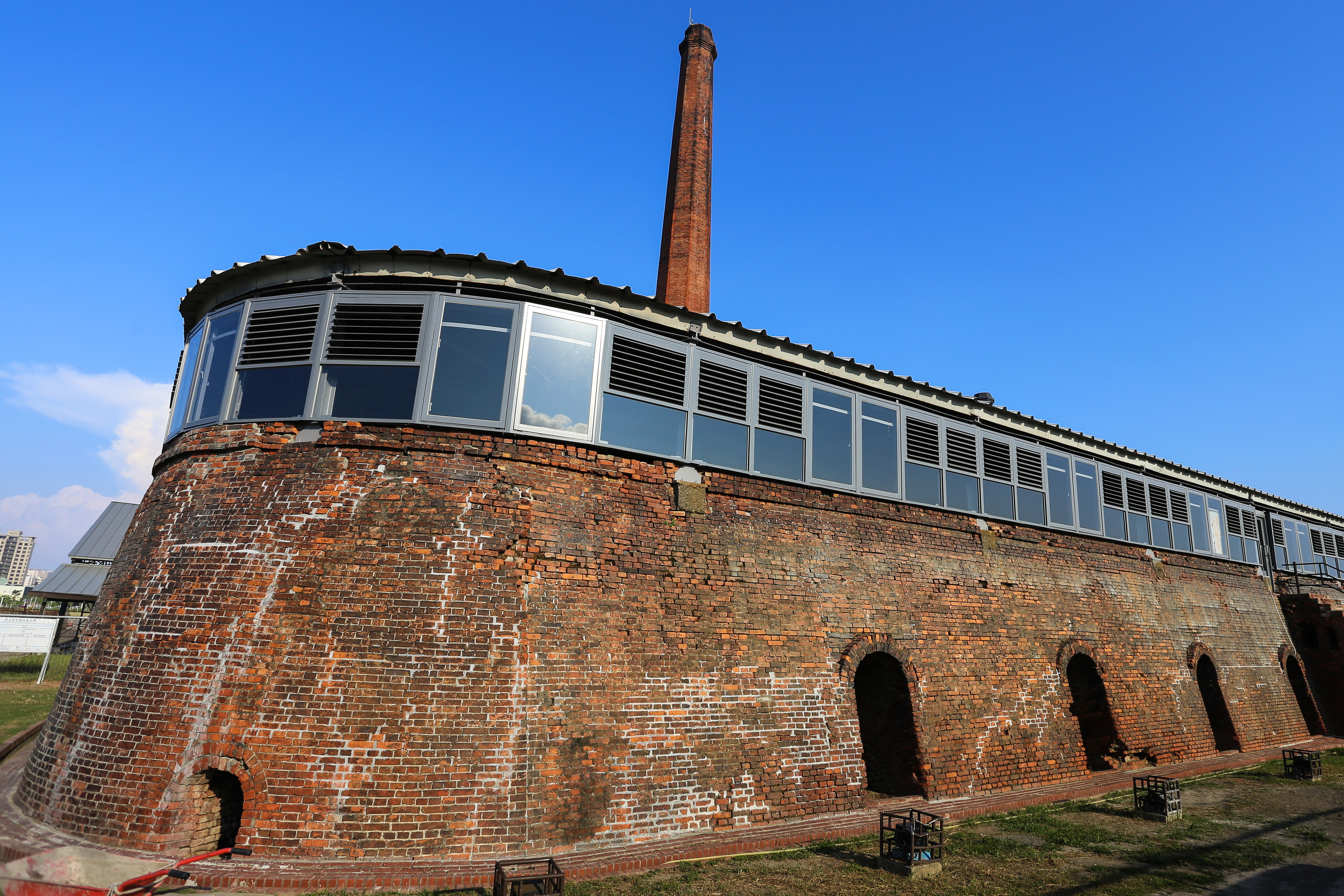
공장 건물의 전경
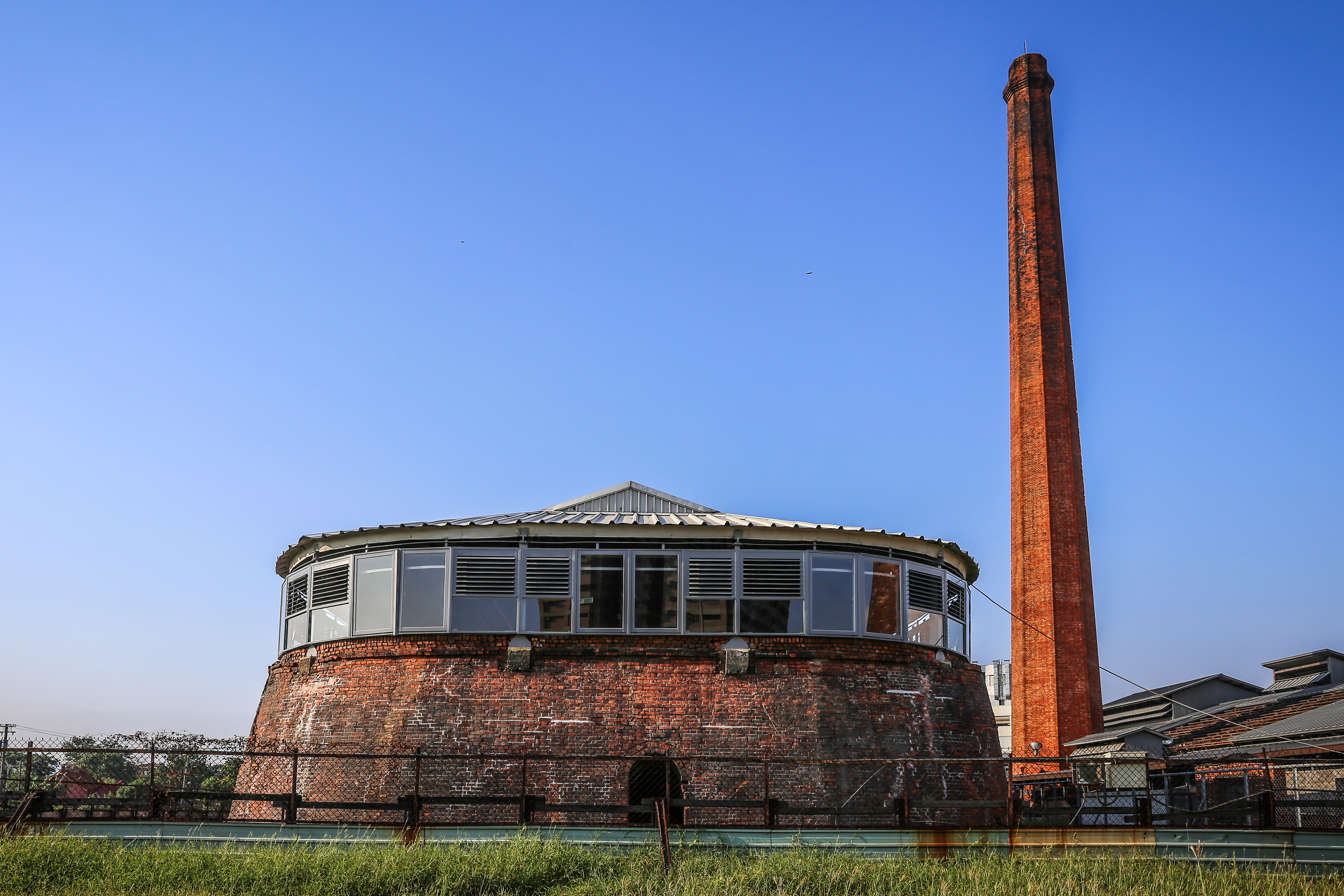
남쪽에서 바라본 공장 건물의 모습.
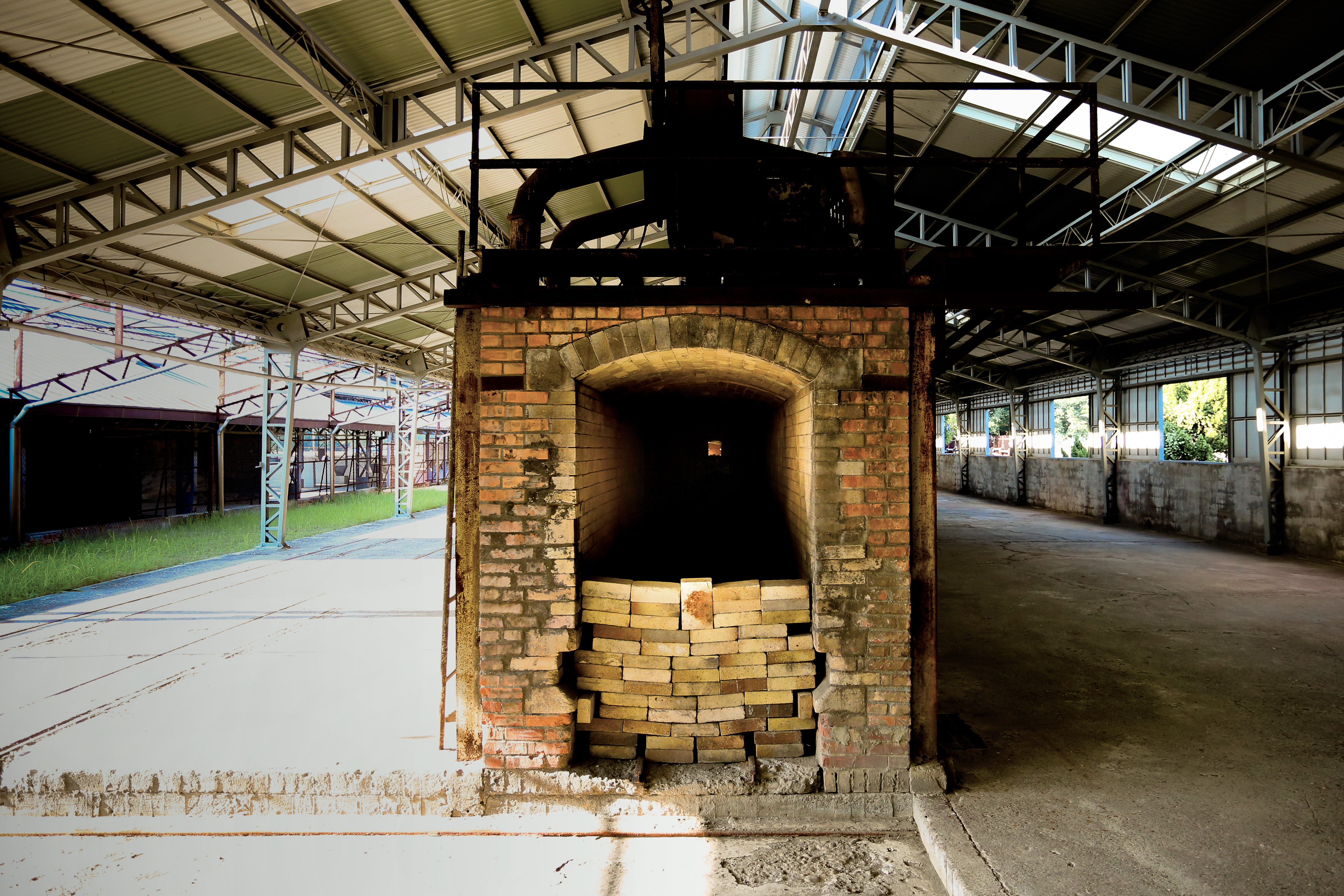
가마 공장 내 가마의 모습.
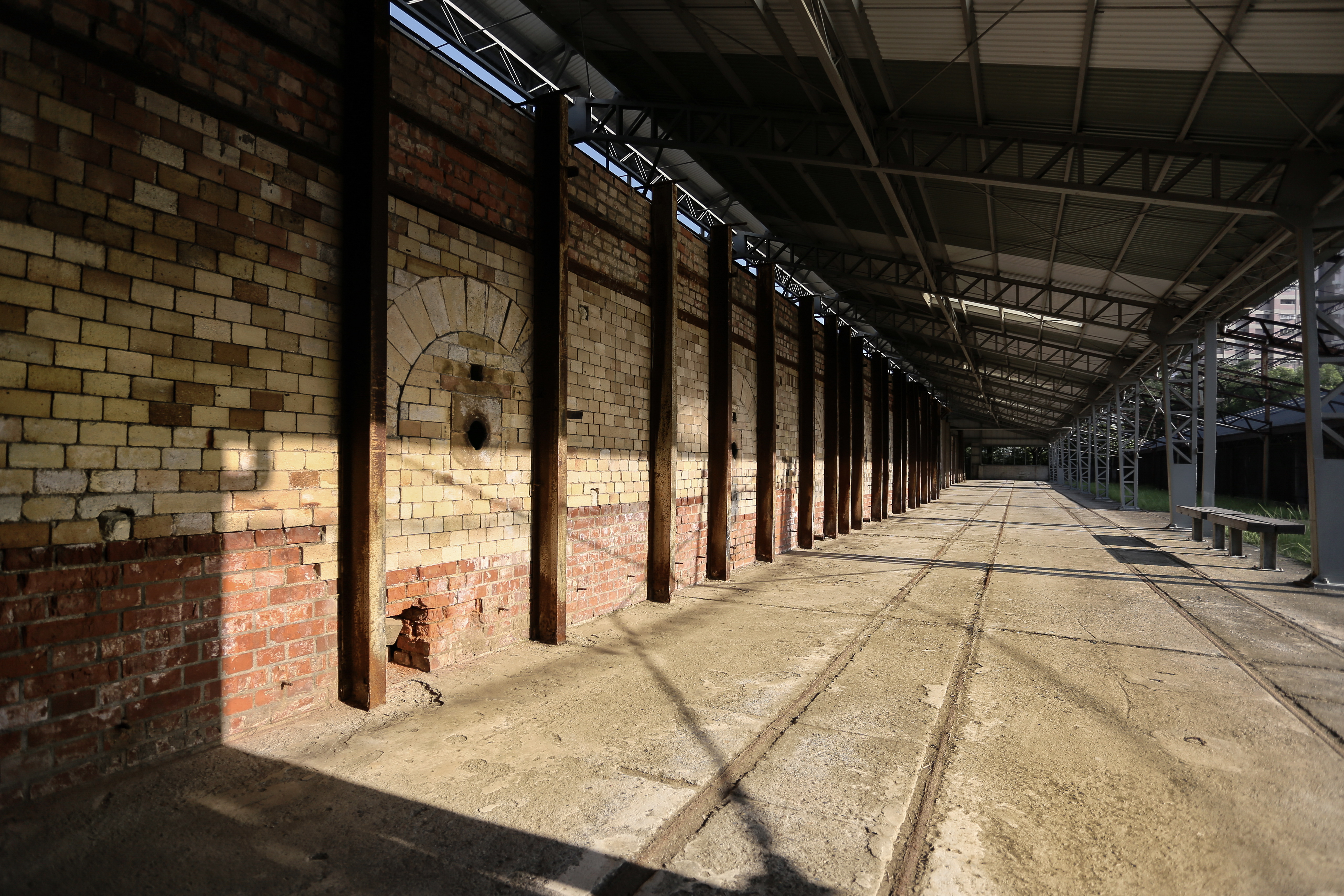
가마 공장 내 가마의 모습.

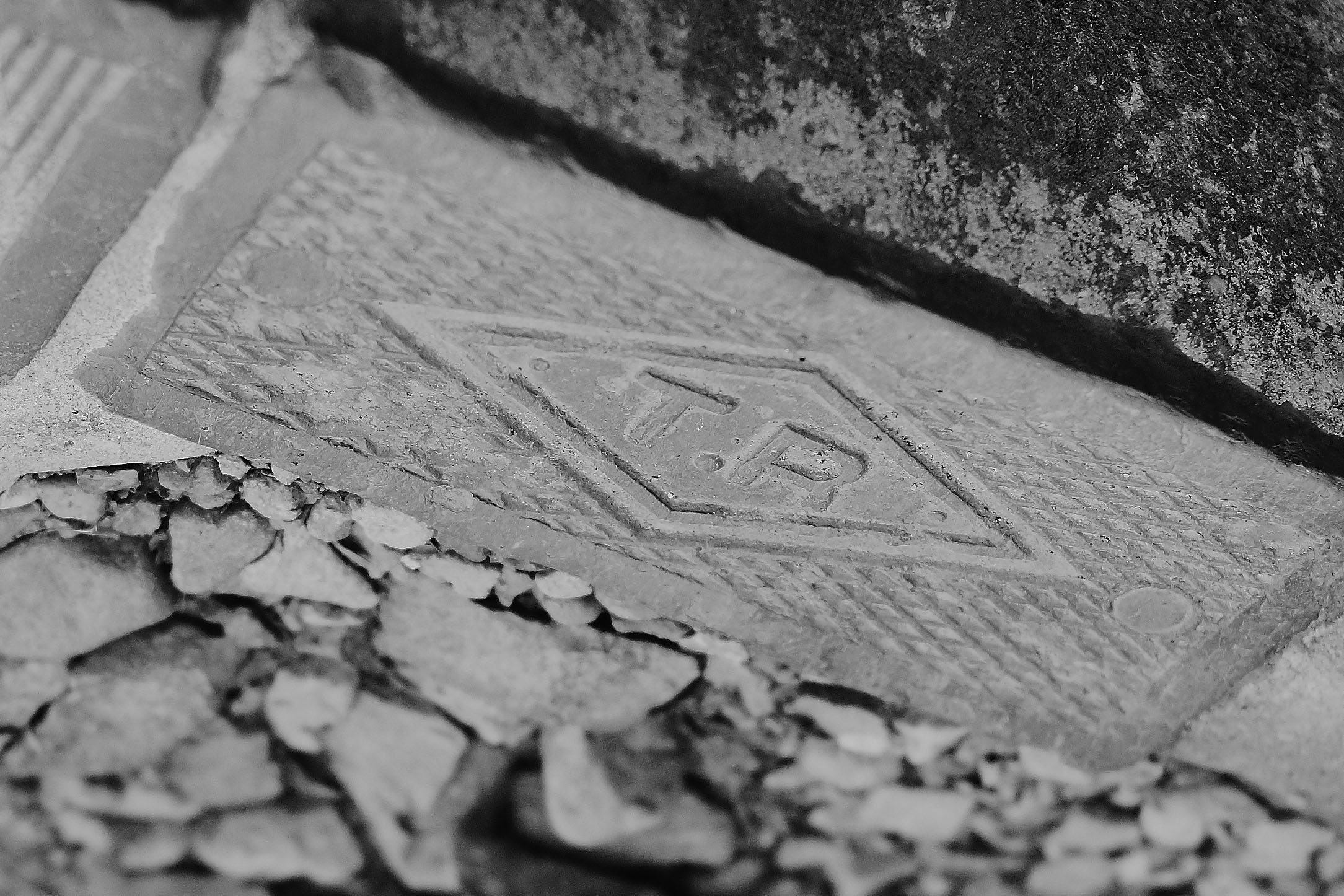
탕룽 벽돌 가마에서 생산된 벽돌에는 T. R(Taiwan Renga)라는 이니셜이 붙여졌다.
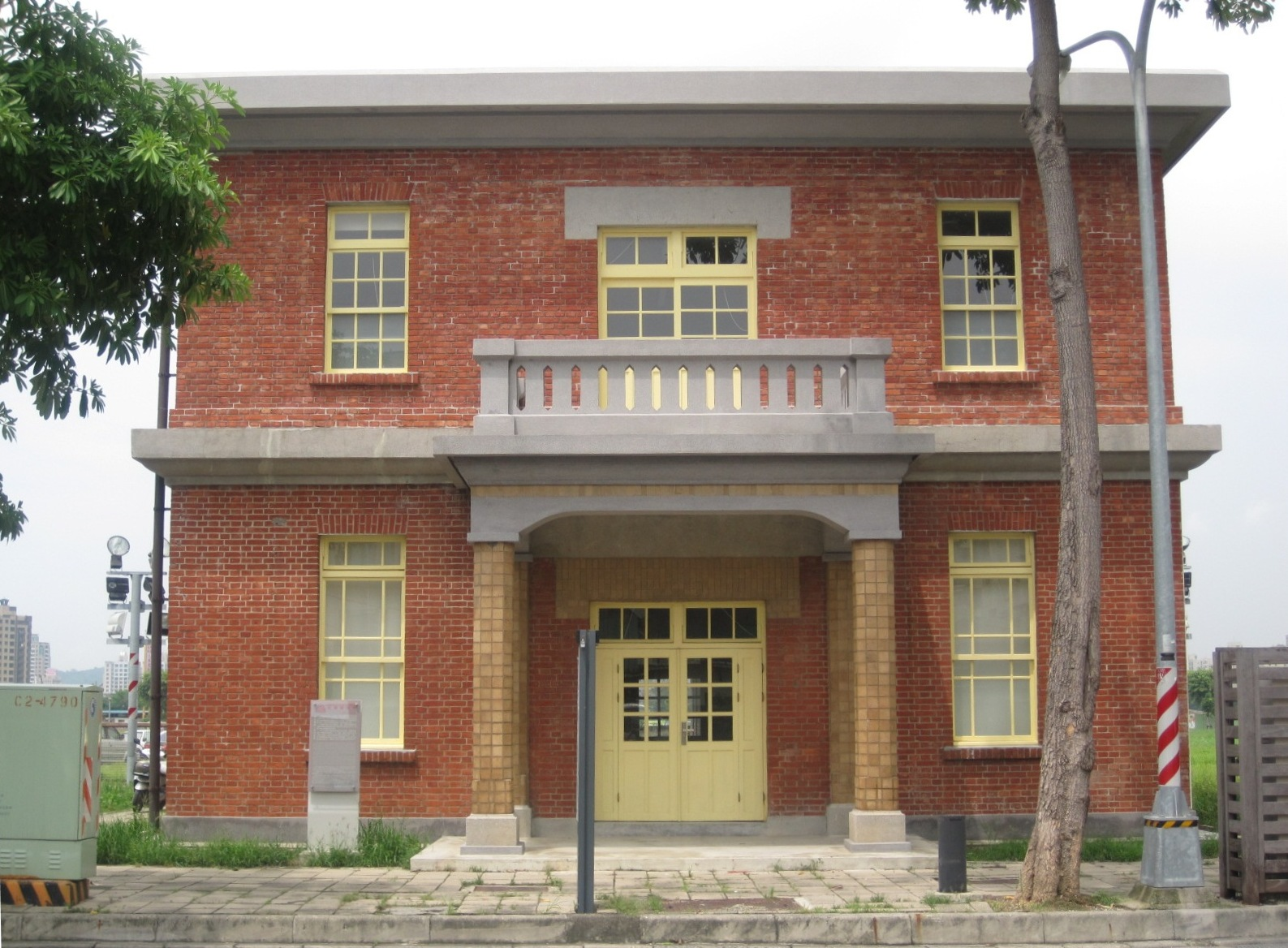
판공실의 모습.
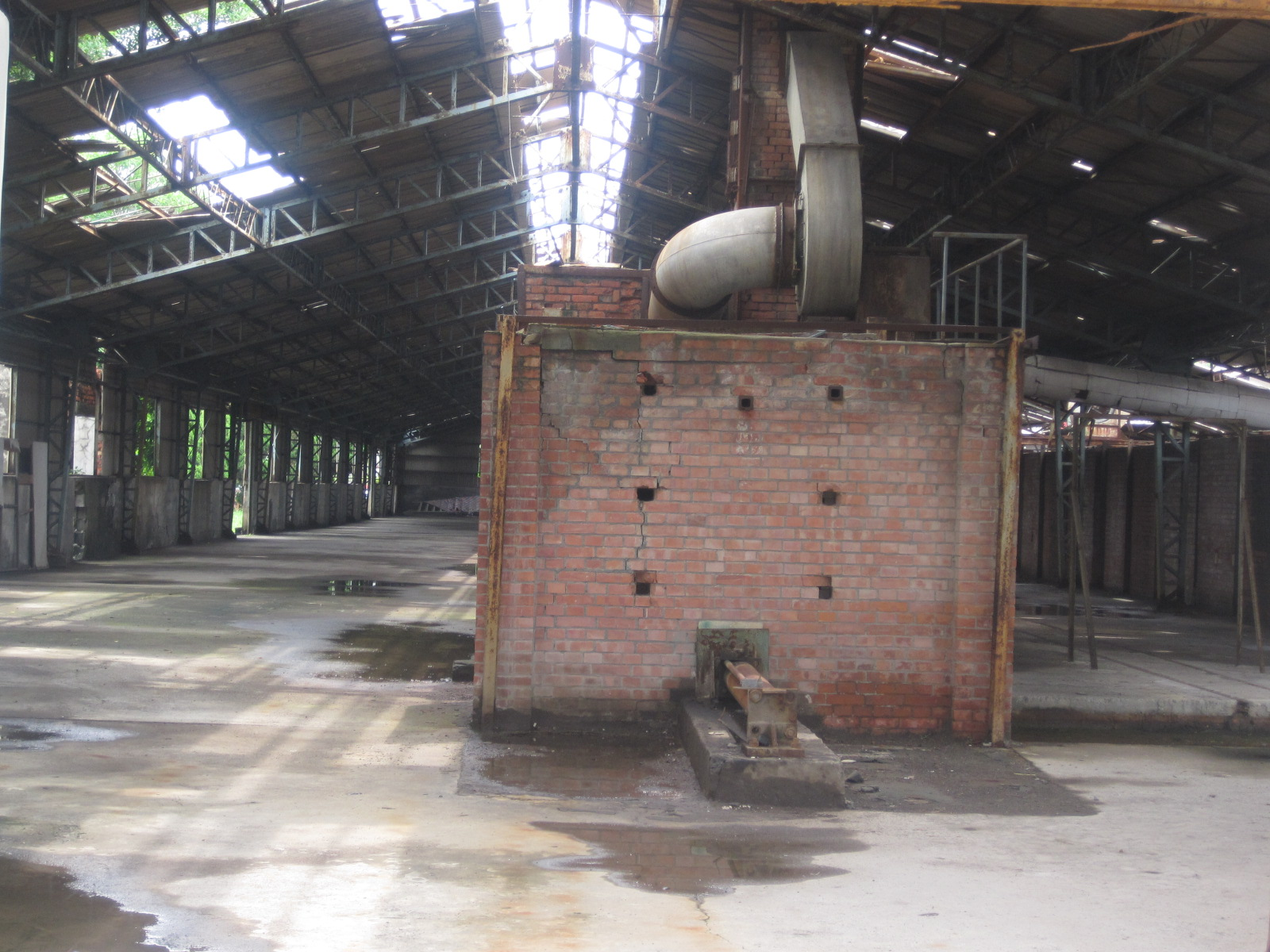
가마 공장 내부의 모습.
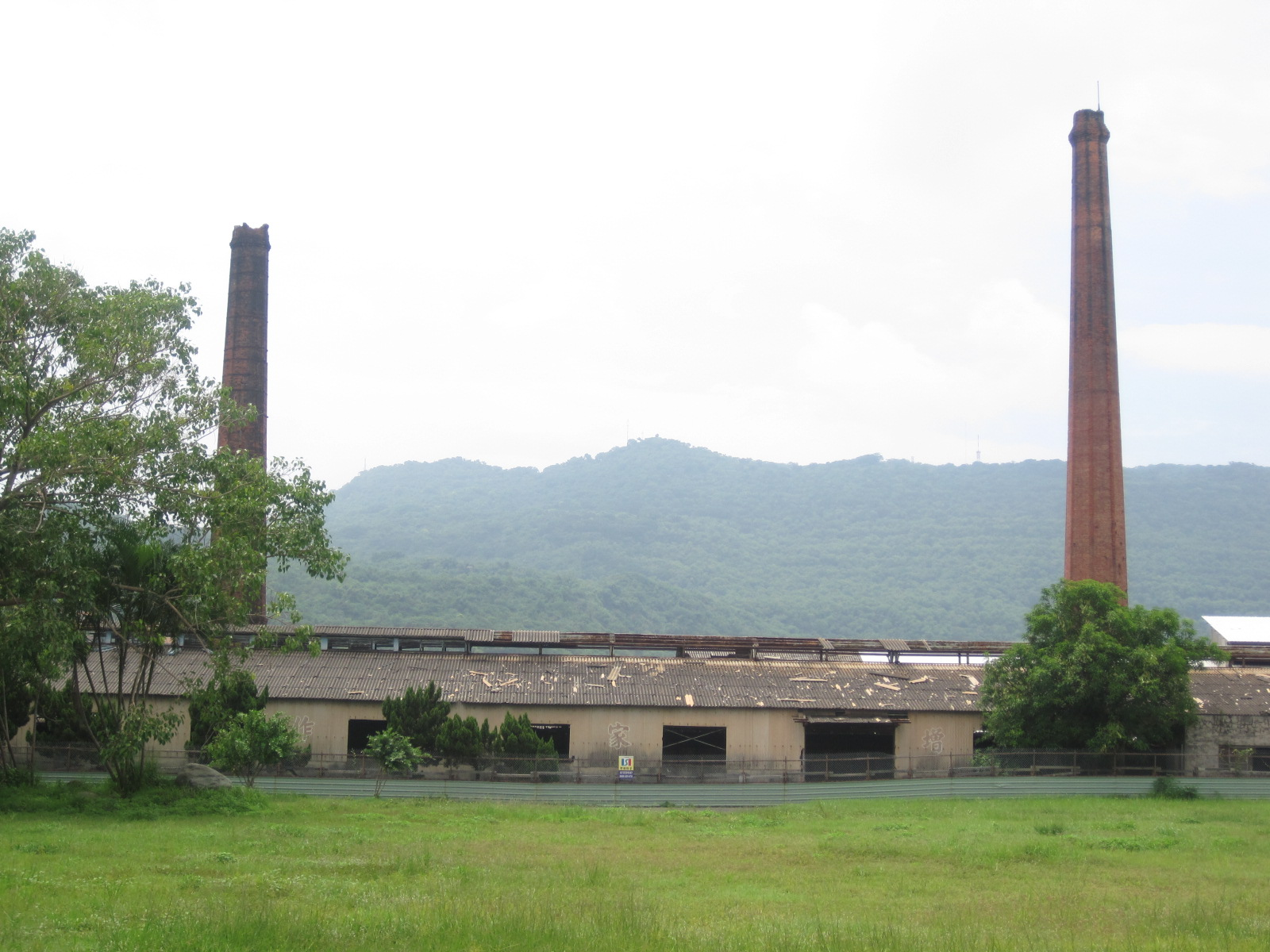
가마의 연기를 배출하기 위한 공장의 굴뚝 모습.